# Göran Adlén
Göran Adlén, född 9 april 1958, är en svensk författare, moderator, föreläsare och influenser.
Han är mest känd för sina böcker och föreläsningar om personlig utveckling, livsstil, hälsa och trender. 